# Абдувахитов, Абдужабар Абдусаттарович
Абдужабар Абдусаттарович Абдувахитов (узб. Abdujabbor Abdusattarovich Abduvohidov; род. 16 декабря 1956 года, Казахская ССР, СССР) — узбекский государственный деятель, учёный и дипломат, кандидат исторических наук.
27 августа 2018 года указом президента Узбекистана Шавката Мирзиёева назначен советником президента по вопросам молодёжи, науки, образования, здравоохранения и спорта.
25 августа 2022 года Абдужабар Абдусаттарович Абдувахитов освобождён от должности советника президента Узбекистана по вопросам молодёжи, науки, образования, здравоохранения, культуры и спорта.

## Биография
С 1978 года работал переводчиком в Египте. В период с 1981 по 1983 года проходил военную службу, сразу после службы в том же году стал аспирантом Ташкентского государственного университета (ныне Национальный университет Узбекистана).
В 1987 году работал на философско-экономическом факультете. В 1988 году стал учёным секретарём в Институте востоковедения Академии наук Узбекистана. В 1990 году защитил кандидатскую диссертацию на тему: «Братья-мусульмане» на общественно-политической арене Египта и Сирии в 1928—1963 годах.
Далее, в 1992 году получил должность директора общества с ограниченной ответственностью «Академия Мерос», а в 1997 году стал начальником отдела научных и коммерческих исследований Академия государственного и общественного строительстве при Президенте Республики Узбекистан. С 1998 по 2001 год был исполнительным директором Республиканского фонда «Устоз». С 2001—2002 работал начальником международного отдела Академии государственного и общественного строительства при Президенте Республики Узбекистан. В 2002 Абдужабара пригласили как исследователя в фонд Карнеги за международный мир.
С 2003 по 2004 — государственный советник Президента Республики Узбекистан по науке, образованию и социальным вопросам. В то же время, с 2002 по 2011 год работал ректором Международного Вестминистерского университета в Ташкенте.
26 июля 2011 года постановлением Кабинета министров был назначен ректором Университета мировой экономики и дипломатии, проработав там до 2012 года. В том же году стал ректором Академии государственного управления при Президенте Республики Узбекистан. В 2015 году стал директором общества с ограниченной ответственностью GALLERY SIGNATURE.
Также, с 2017 года стал директором частного учебного заведения NextStepPro. В том же году получил должность исполнительного директора Фонда Президента Республики Узбекистан «Истеъдод» по повышению квалификации перспективных молодых педагогических и научных кадров.
6 февраля 2018 года назначен на должность заместителя министра иностранных дел Республики Узбекистан. 31 июля того же года стал государственным советником президента Узбекистана по вопросам науки, образования и здравоохранения.
27 августа 2018 года, Абдужабар был назначен на должность временного исполняющего обязанности советника президента по делам культуры, печати и творческих организаций.